# 贡山竹
阔叶玉山竹（学名：Gaoligongshania megalothyrsa）又名贡山竹，原为禾本科玉山竹属下的一个种，现为禾本科贡山竹属下的一个种。贡山竹属只有贡山竹一种，产于中国云南省高黎贡山地区。植株可以生长在大树的主干或树丫上，是目前所见唯一具有附生习性的竹亚科植物。